# کیم ها یون (جودوکار)
کیم ها یون (کره‌ای: 김하윤؛ زادهٔ ۷ ژانویهٔ ۲۰۰۰) جودوکار اهل کره جنوبی است.